# The Green Beret
The Green Beret (1992) es un cortometraje de animación experimental del animador, productor y biólogo estadounidense Stephen Hillenburg, conocido por ser el creador de la serie animada Bob Esponja.

## Sinopsis
En una pequeña casa de los suburbios, un hombre con cara de bebe y su perro miran tranquilamente un programa de televisión en donde George Washington habla sobre la guerra. Al tocar una niña la puerta de su casa, provoca que gran parte de sus paredes se agrieten.Cuando abre la puerta, ve a la niña en cuestión. Esta tiene un pajarito en la mano. Fastidiado el hombre decide ignorar a la niña pero al cerrar la puerta de su casa, esta termina destrozada. La niña que ya había destruido los otros hogares de aquella calle camina tranquila a la última casa del vecindario.